# 남자는 괴로워 25
남자는 괴로워 25(男はつらいよ 寅次郞ハイビスカス: Tora's Tropical Fever)는 일본에서 제작된 야마다 요지 감독의 1980년 코미디 영화이다. 아츠미 키요시 등이 주연으로 출연하였다.

## 출연

### 주연
- 아츠미 키요시
- 바이쇼 치에코

### 조연
- 아사오카 루리코
- 에토 준
- 마에다 긴
- 시모조 마사미
- 미사키 치에코
- 다자이 히사오
- 류 치슈
- 나카무라 하야토
- 사토 가지로